# 모르고스

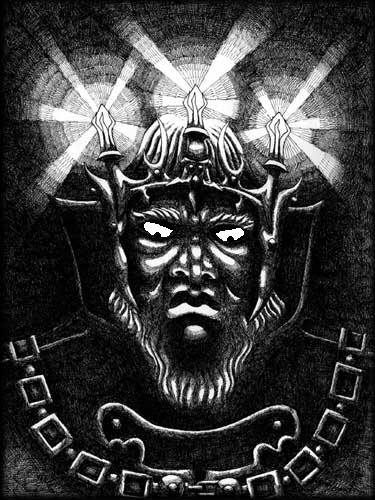
모르고스 / 멜코르 (depicted by Outcast)

멜코르(Melkor)가 본명인 모르고스 바우글리르(Morgoth Bauglir)는 J. R. R. 톨킨이 창작한 가상의 세계관 가운데땅에서 악의 화신의 역할을 맡는 등장인물이다. 유일신인 일루바타르의 명을 따르는 신적인 존재들인 발라 중의 한 존재였으며, 그 중에서도 가장 강력했으나 자만과 탐욕으로 인해 악의 구렁텅이로 떨어지게 된다. 실마릴리온과 후린의 아이들에서 가장 중요한 악역으로 등장하지만, 반지의 제왕에서는 암시만 될 뿐 등장하지는 않는다.
가운데땅세계관에서 모르고스는 세상의 모든 악의 근원으로 등장한다. 반지의 제왕에서 어둠의 제왕으로 등장했던 사우론은 모르고스에 의해 타락한 아이누 중의 하나이다. 모르고스와 같은 위대한 자의 자만, 질투, 권력욕, 탐욕 그리고 이로 인한 타락은 서양 문학에서 가장 중요한 주제중 하나이며, 그리스도교적 철학의 영향이 드러나 보인다고 볼 수 있다.

## 이름
모르고스의 본명은 멜코르(Melkor)이며, 퀘냐로 '힘으로 일어서는 자'라는 뜻이다. 모르고스(Morgoth)라는 이름은 그가 실마릴을 훔치고 핀웨를 죽인 다음 달아났을때, 그의 아들인 페아노르가 붙인 이름으로, 신다린으로 '세상의 검은 적'이라는 뜻이다. 이후로 요정들은 다른 이름으로 그를 부르지 않았다. 또 다른 이름인 바우글리르(Bauglir)는 신다린으로 '폭군'이라는 뜻이다.

## 행적

### 아이눌린달레
태초에 일루바타르가 아이누를 창조했을 때, 멜코르는 에루의 생각 속에서 만웨와 형제였으며, 아이누 중 가장 밝고 강한 이였다. 에루가 음악으로 우주를 창조하였을 때부터 멜코르의 반란은 시작되었는데, 바로 노래에 자신의 주관을 넣어 불협화음을 유발한 것이었다. 일루바타르가 새로운 장을 선포해나갈 때마다 그는 불협화음을 유발했다. 이에 일루바타르도 분노했지만. 머지 않아 완전히 새로운 악장을 선포하였고, 멜코르의 불협화음 조차 노래의 일부로 녹아들었다. 에루는 멜코르의 반란 또한 자신의 권위를 높일 뿐이라 일축하고는 에아(세상)를 창조한다. 이후 많은 아이누들이 에아로 내려갔고, 멜코르는 막강한 권능을 휘감고 에아에 내려갔다.

### 아르다 최초의 전쟁
발라들의 권능으로 에아 안에 아르다가 창조되자 멜코르는 그 아름다움을 탐내면서도 시기해 아르다를 정돈하려는 발라와 마이아의 노력을 방해했으며, 아르다를 자신의 왕국으로 선포하기에 이른다. 이에 반발한 발라들에 의해 아르다 최초의 전쟁이 벌어진다. 이 전쟁에서 멜코르는 다른 발라들을 모두 상대하면서도 우위에 있었으나, 제일 늦게 에아로 내려온 툴카스가 참전하자 마침내 패배하여 아르다 밖으로 추방된다.

### 등불의 파괴
승리한 발라들은 일루인과 오르말이라는 두개의 등불로 세상을 밝히고, 알마렌에 도시를 세운 뒤 번영했다. 그러나 어느 새 멜코르가 다시 아르다로 숨어들었다. 그리고 아르다 북쪽에서 자신의 세력을 기르고 있었다. 북부는 일루인의 빛이 아주 밝게 비쳤던 반면, 멜코르는 칠흑같이 어두웠기 때문에 발라들은 그를 감지하지 못했다.
어느날 발라들은 잔치를 벌였고, 이에 감시가 허술해진 틈을 타 멜코르는 두 등불을 파괴하였다. 등불의 파괴는 아르다의 구조를 개변시켰다. 일루인이 서있던 헬카르 산은 붕괴하여 거대한 내해로 변했고, 대칭형이던 아르다는 이리저리 쪼개져 버리고 말았다.
멜코르는 발라들의 분노를 피해 우툼노로 도망쳤다. 발라들은 아르다가 더 파괴되는 것을 원하지 않았기 때문에 멜코르에게 가운데땅을 내주고 자신들은 서쪽의 아만대륙으로 건너가 발리노르를 세웠다.

### 요정들의 깨어남과 권능들의 전쟁
나무의 시대에 가운데땅의 쿠이비에넨에서 일루바타르의 첫 번째 아이들인 요정들이 깨어났다. 멜코르는 요정들의 아름다움을 시샘해 그들을 납치하고 고문했다.
발라 오로메가 가운데땅을 지나던 중 요정들을 발견하고 이를 다른 발라들에게 보고한다. 이에 발라들은 일루바타르의 자손을 보호하기 위해서라도 더 이상 멜코르의 사악한 왕국을 용서할 수 없다는 결정을 내리고 권능들의 전쟁을 벌인다. 결과적으로 멜코르는 패배했고 사로잡힌 그는 3세대가 흐를 때까지 만도스의 감옥에 갇혀 살라는 선고를 받는다.

### 두 나무의 살해
3시대가 흐른 뒤 멜코르는 만웨에게 반성한 척을 해 겨우 풀려난다. 본인이 갇혀있던 사이에 요정들이 발라들의 요청에 따라 발리노르에 와서 살게 되었다는 것을 알게 된 멜코르는 그들의 아름다움과 지혜로움을 크게 시기했다. 특히 그는 페아노르가 만들어낸 요정들의 걸작 실마릴에 대해 탐욕을 가지게 된다. 그러나 겉으로는 자신의 죄를 뉘우치고 자신이 한 짓을 다시 고치려는 모습을 보여 요정의 신뢰를 얻으려 한다. 이들 중에 가장 멜코르의 지식에 끌린 종족은 바로 가장 호기심이 많고, 손기술이 좋았던 놀도르였다.
멜코르는 기술을 전파하는 한편, 놀도르 사이에 거짓말과 풍문을 퍼뜨려 그들이 풍란에 휩쓸리도록 계략을 꾸민다. 페아노르 또한 멜코르가 퍼뜨린 유언비어에 속아 핑골핀와 피나르핀에게 칼을 겨누었고, 추방당한다. 이후 멜코르의 속셈을 알아차린 발라들에 의해 멜코르는 도망치게 된다. 도망치는 중에 페아노르를 찾아가 그를 회유하려 했으나, 도리어 모욕만 당하고 복수심을 가지게 되었다.
발리노르의 축제날, 멜코르는 감시가 약해진 틈을 타 웅골리안트와 함께 세상의 광원이었던 텔페리온과 라우렐린을 죽인다. 갑작스럽게 세상을 뒤덮은 암흑속에서 멜코르는 실마릴을 훔치고 페아노르의 아버지이자 놀도르 대왕인 핀웨를 죽이고 가운데땅으로 달아난다. 멜코르와 웅골리안트가 히슬룸을 지날 때 웅골리안트는 발리노르의 보물들을 요구했다. 이에 멜코르는 어쩔 수 없이 보물을 넘기기 시작했지만, 실마릴이 든 상자만큼은 손이 불타더라도 쥐고 있었다. 웅골리안트가 실마리을 요구하자, 멜코르는 이를 거부했고, 즉시 공격을 받는다. 멜코르는 실마릴이 손을 태우고 있어서 약해진 상태였던 반면, 웅골리안트는 영생목의 수액, 바르다의 우물, 발리노르의 보물까지 모두 먹어치운 상태였기 때문에 멜코르는 웅골리안트에게 붙잡혔다. 멜코르는 비명을 질렀고, 발록에 의해 구출됐다.
가운데땅에 도착한 멜코르는 그곳에서 살고 있던 요정들을 상대로 벨레리안드의 첫 전쟁을 벌였다. 이 전쟁에서 요정들은 상당한 타격을 받았고, 싱골이 다스리던 요정왕국 도리아스는 멜리안의 장막을 두르고 쇄국정책을 펼치게 되었다.
한편 아버지와 실마릴을 잃은 페아노르는 멜코르를 세상의 검은 적이라는 의미의 모르고스로 선포하고는 페아노르의 맹세를 한다. 이후 자신의 맹세에 따르도록 놀도르를 선동했고, 가운데땅으로 건너가던 중 제 1차 동족상잔을 벌인다. 이때문에 이들은 발라의 노여움을 샀지만, 놀도르가 결국은 신적인 존재인 모르고스를 이기지 못할 것임을 걱정한 발라들은 그들과 가운데땅의 요정, 난쟁이, 인간을 위해 텔페리온과 라우렐린의 마지막 유산인 해와 달을 띄운다.

### 보석 전쟁
이후 태양의 제1시대의 5백여년 간 모르고스는 페아노르의 일족과 싸우며 보석 전쟁을 벌인다. 다고르 누인길리아스, 다고르 아글라레브, 다고르 브라골라크를 거치며, 마침내 니르나에스 아르노에디아드에서 모르고스는 요정들을 거의 괘멸 상태로 몰아넣는다. 중간에 베렌과 루시엔에게 실마릴 하나를 뺏기는 굴욕도 당했지만, 결국 요정족들의 왕국을 모두 부수며 그들을 돕는 난쟁이족과 인간들을 물리치고 가운데땅을 거의 손에 넣었다.

### 분노의 전쟁
그러나 모르고스의 승리가 완벽해지기도 전에 에아렌딜의 요청에 의해 발라의 구원의 군이 오게 된다. 발라들의 군대는 매우 막강하여 모르고스의 세력을 가뿐히 제압하였고, 비장의 카드인 앙칼라곤을 비롯한 날개 달린 화룡들로 잠시 유리한 위치에 섰지만, 이마저도 에아렌딜이 앙칼라곤을 쓰러트리자 금새 패배하고 만다.
모르고스는 또다시 포로로 잡히게 된다. 두 번 지은 죄를 변명할 길이 없는 모르고스는 아무것도 존재하지 않는 무존재의 공간으로 추방되고, 그곳에서 영원하게 갇혀 있게 되는 형벌을 받게 된다. 그러나 그의 죄악은 아직도 세상에 남아 끝이없는 악의 씨앗을 일구게 되었으며, 그의 가장 충실하고 가장 강력한 부하였던 사우론은 살아남아 가운데땅에 악을 퍼뜨리게 되었다.

### 다고르 다고라스
예언에 따르면 머나먼 미래에 힘을 회복한 모르고스가 해와 달을 파괴하며 최후의 전쟁 다고르 다고라스가 벌어진다. 그러나 결국에는 패배해 완전히 몰락할 것이며, 만도스의 전당에서 풀려 난 페아노르가 실마릴을 직접 회수한다고 한다. 회수된 실마릴에서 빛을 꺼내어 마침내 영생목이 부활하게 되며, 새로운 아이눌린달레가 열린다고 전해진다.

## 같이 보기
- 마이드로스